# 佐藤ドミンゴ
佐藤 ドミンゴ （さとう どみんご本名：佐藤 俊明 さとう としあき、1970年1月9日 - ）は、静岡県静岡市（旧・清水市）出身のラジオパーソナリティ、タレント。
大東文化大学外国語学部英語学科卒業。ボイスルーム 所属。

## 来歴・人物
現在は主にラジオパーソナリティとして、FM FUJIの金曜夕方のワイド番組（RADIO-izm→PUMP UP RADIO→KICK LOUD JAM→terminal→GALACTICA DOMI）のパーソナリティを担当。
2011年途中までは東京に住んでいてFM FUJI本社スタジオのある山梨へ通っていたが、結婚を機に山梨へ移住。
2008年3月から2010年まで、Jリーグに所属する富山県のプロサッカークラブであるカターレ富山のスタジアムDJを担当。
2008年8月には甲府市桜座にて初のソロライブ「佐藤ドミンゴ鑑賞会」（構成／演出　奥居俊二）を開催した。
よく「佐藤ドミンゴの名前の由来」を聞かれる事があるが、諸説あり過ぎて答えづらいので聞かないで欲しいと、2022年6月10日放送のGALACTICA DOMIで本人が伝えている。

## 出演番組

### 現在
- GALACTICA DOMI（FM FUJI、2021年4月2日 - ）

### 過去
ラジオ
- GOOD DAY SUMMER SPECIAL〜RESORT NAVIGATION 身延方面レポーター(FM FUJI／2010年7月26日)
- RADIO-izm（FM FUJI／毎週金曜日、2000年4月7日〜2009年3月27日）
- RESET（FM FUJI／毎週日曜日21:30〜22:00、2002年4月〜10月）
- PUMP UP RADIO（FM FUJI／毎週金曜日、2009年4月3日〜2011年3月25日）
- FM FUJI年明け特番 ヘビおめで党（2012年12月31日26:00～28:55(2013年1月1日深夜2:00～4:55)）
- FM FUJI特番・沖縄レポーター
- FM FUJI特番・徳島・鎌倉・富士登山レポーター
- FM FUJI特番・年越し都内レポーター
- 佐藤ドミンゴのカターレ富山試合直前情報!（FMとやま）
- KICK LOUD JAM（FM FUJI、2011年4月1日 - 2019年3月29日）
- terminal（FM FUJI、2019年4月 - 2021年3月26日）

テレビ
- ぷれプレ!（ケーブルテレビ富山／メインMC、2005年〜2007年）
- 岩瀬曳山車祭完全生中継（ケーブルテレビ富山／メインMC、2005年5月17日）
- ふるさとスペシャル（北日本放送／MC、2005年6月26日）
- 花村大介スペシャル（関西テレビ・フジテレビ系／記者役）
- 新宿暴走救急隊（日本テレビ系／レスキュー隊長役）
- VIDEO JAM-ユースケ・サンタマリアのPARADISE THEATER（テレビ朝日）
- LIVE!LOVE!EVE!（BS-i、2001年〜2003年）

## 出演舞台
- 「死ね死ねブラック団の野望」（下北沢／駅前劇場）
- 「俺が死ぬなら奴も死ぬ」（新宿／シアターサンモール）
- 「モンテカルロな男」（新宿／シアターサンモール）
- 「BLACK the 4MEN」（新宿／シアターサンモール）
- 「GOZARU?」（新宿／シアターアプル）
- 「digital DRIFTERS」（新宿／シアターサンモール）
- 「AIR HEADS」（新宿／THEATER TOPS）
- 「GOZARU de GOZARU?」（新宿／シアターアプル）
- 「我が輩は猫である」（下北沢／駅前劇場）
- 「gozaru REVENGE」（新宿／シアターアプル）
- 「ユースケ・サンタマリア学祭ライブ」（都内、北海道、長野、新潟、山梨など）
- 「Happy GAME!」（渋谷／ON AIR WEST）
- 「Comix」（渋谷／ON AIR WEST）
- 「かぶとむし」（渋谷／Eggman）
- 「Theater PUNK」（下北沢／本多劇場）
- 「ne-ta GALAXY」（下北沢／OFF OFF劇場）
- 「MOOD」（下北沢／本多劇場）
- 「MOOD2」（原宿／ASTRO HALL）
- 「脳内DISCO」（下北沢／駅前劇場）
- 「脳内DISCO[bug]」（下北沢／駅前劇場）
- 「kowappa!」（下北沢／空間リバティー）
- 「佐藤ドミンゴ鑑賞会」（甲府／桜座）
- 「手編みの靴下」（新宿／THEATER POO）

## VIDEO
- ユースケ・サンタマリアのPARADISE THEATER with permanent mONKEY'S

## イベント
- FM FUJI主催イベント（公開収録・生放送番組）
  - 「au MUSIC SURPRISE」MC（2007.6月）
  - 「au YAM YAM MUSIC」MC（2007.10月）
  - 「佐藤ドミンゴと行く立山黒部アルペンルートバスツアー！」（2007.9月）
  - 「docomo SMILE WING」MC（2008.7月）
  - 「ナマステ！ヴァンフォーレ　〜DJ佐藤ドミンゴと行く初めてのヴァンフォーレ甲府観戦〜」（2008.10月）
  - 〜FM FUJI 20th Anniversary グローバルハウスプレゼンツ〜 「ECO MEETS THE SMILE」MC（2009.2月）
  - 民放ラジオ101社 合同統一キャンペーン 〜ラジオがやってくる！〜「RADIO LOVES PEOPLE」（2009.3月）
- カターレ富山関連
  - 「カターレ富山J2昇格記念パーティー　スタジアムDJ佐藤ドミンゴとカターレを語〜れ！！」（2008.11月）
  - カターレ富山2008ファンフェスタ MC（2008.12月）
- 富山情報ビジネス専門学校特別臨時講師（2006.6月）